# Amoer-liman

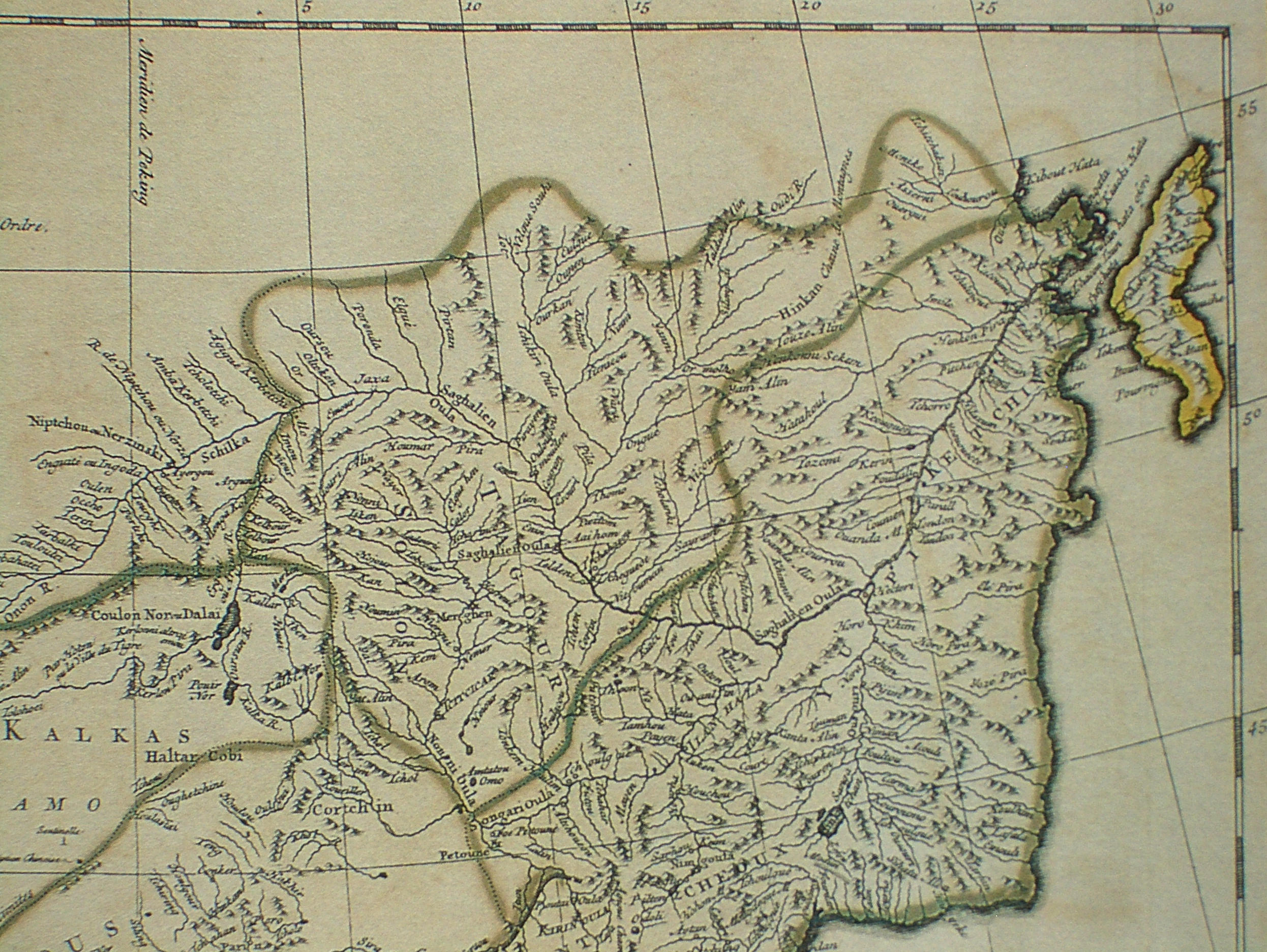
Kaart uit ca. 1737 ("Chinees Tartarije") met China, Chinees Tartarije en Tibet, alsook de Amoer en de Amoer-liman, gebaseerd op de jezuïtische expeditie van 1709

De Amoer-liman (Russisch: Амурский лиман; Amoerski liman) is een liman (meer) in het noordelijke deel van de Tatarensont, vernoemd naar de rivier de Amoer, die uitstroomt in dit waterbekken. De liman bevindt zich tussen het vasteland van Azië (de Russische kraj Chabarovsk) en het eiland Sachalin en verbindt de Tatarensont met de Golf van Sachalin van de Zee van Ochotsk. De Amoer-liman heeft van noord naar zuid een lengte van ongeveer 185 kilometer, meet op haar breedste punt ongeveer 40 kilometer en varieert gemiddeld in diepte van 3 tot 4,5 meter. De liman is van november tot mei bedekt met ijs.
De westelijke oever is grillig en bergachtig, terwijl de oostelijke oever laaggelegen en zandig is.